# Liming (socken i Kina)
Liming (kinesiska: 黎明, 黎明乡) är en socken i Kina. Den ligger i provinsen Heilongjiang, i den nordöstra delen av landet, omkring 46 kilometer väster om provinshuvudstaden Harbin. Antalet invånare är 26 242. Befolkningen består av 12 852 kvinnor och 13 390 män. Barn under 15 år utgör 14,0 %, vuxna 15-64 år 79 %, och äldre över 65 år 6,0 %.
Genomsnittlig årsnederbörd är 675 millimeter. Den regnigaste månaden är juli, med i genomsnitt 167 mm nederbörd, och den torraste är januari, med 5 mm nederbörd.